# Bob van Marken
Henri (Bob) van Marken (Utrecht, 5 februari 1915 - omgeving Velsen, 2 december 1996) was een Nederlands cellist en componist.
Hij was zoon van Hendrik Lucas van Marken en Anna Catharina Mengelberg, dochter van beeldhouwer Friedrich Wilhelm Mengelberg uit de familie Mengelberg. Hijzelf was in 1947 getrouwd met Emilie Anna Maria Kimman (1924-1985), die zich tijdens haar huwelijk ontpopte tot verdienstelijk sopraan. Het echtpaar ligt begraven op de Begraafplaats Duinhof in IJmuiden.
Hij studeerde cello bij Cor de Wilde in Haarlem en bij Max Oróbio de Castro aan het Conservatorium van Amsterdam. Tevens was er een studie compositieleer bij Ernst W. Mulder. Hij nam als cellist zitting in het Noordhollands Philharmonisch Orkest, waar hij tussen 1942 tot 1980 cellist was. Ook maakte hij deel uit van het Kennemer Trio.
Hij schreef onder meer drie symfonieën (nr. 2 uit 1941/1942, première 30 oktober 1942 Den Haag, Centraal Orkest onder leiding van Harm Smedes; nr. 3 uit 1946, première 8 oktober 1946, Haarlemse Orkest Vereniging o.l.v. Kees Hartvelt) en een aantal werken na overlijden van bekendheden:
- 1964: Funeral cantata "A city of remembrance" (overlijden John F. Kennedy), deze zou te bezichtigen zijn in het Kennedy Memorial Centre in Boston.
- 1968: Martin Luther King spring tragedy, overlijden Martin Luther King
- 1969: Churchill Mass, Requiem for a statesman, voor solisten, dubbel koor, orkest en orgel, overlijden Winston Churchill

Andere werk zijn Naomi (prelude voor orkest uit 1938; in dat jaar gespeeld onder leiding van Karel Mengelberg), Sonate voor cello en piano (1948), Drie stukken voor altviool en piano (1950), Passacaglia en fuga (vier cellisten, 1958), werken voor vierhandig piano (opdracht vanuit Edinburgh), Prélude pour la main gauche (1959, voor pianist Cor de Groot), Ballata e danza (1959 voor violiste Sylvia Rosenberg) en een Concerto voor strijkers.